# Erikslund (naturreservat)

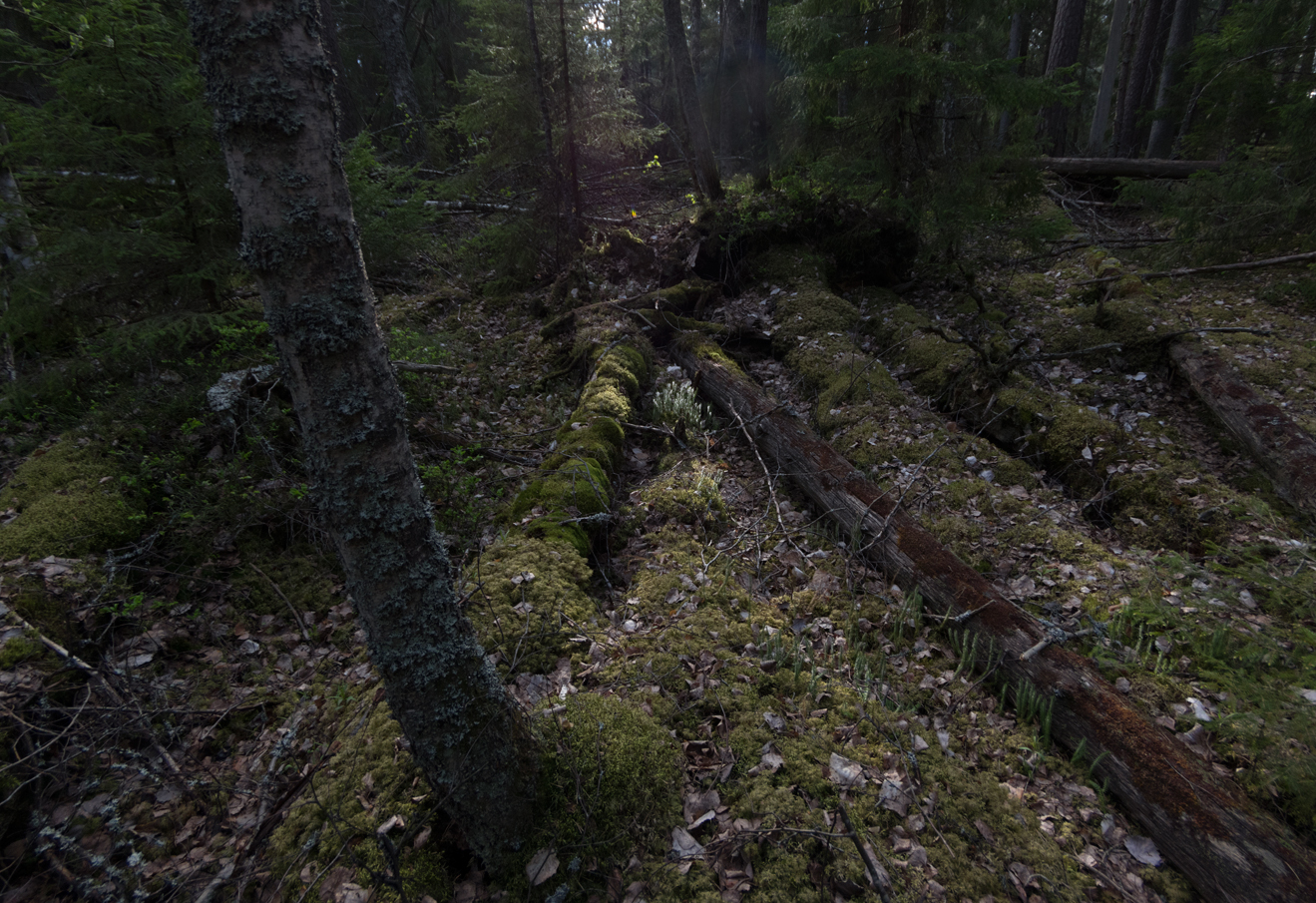
Erikslund. Solstråle letar sig genom dunklet. Den lyser upp revlummer och annan undervegetation

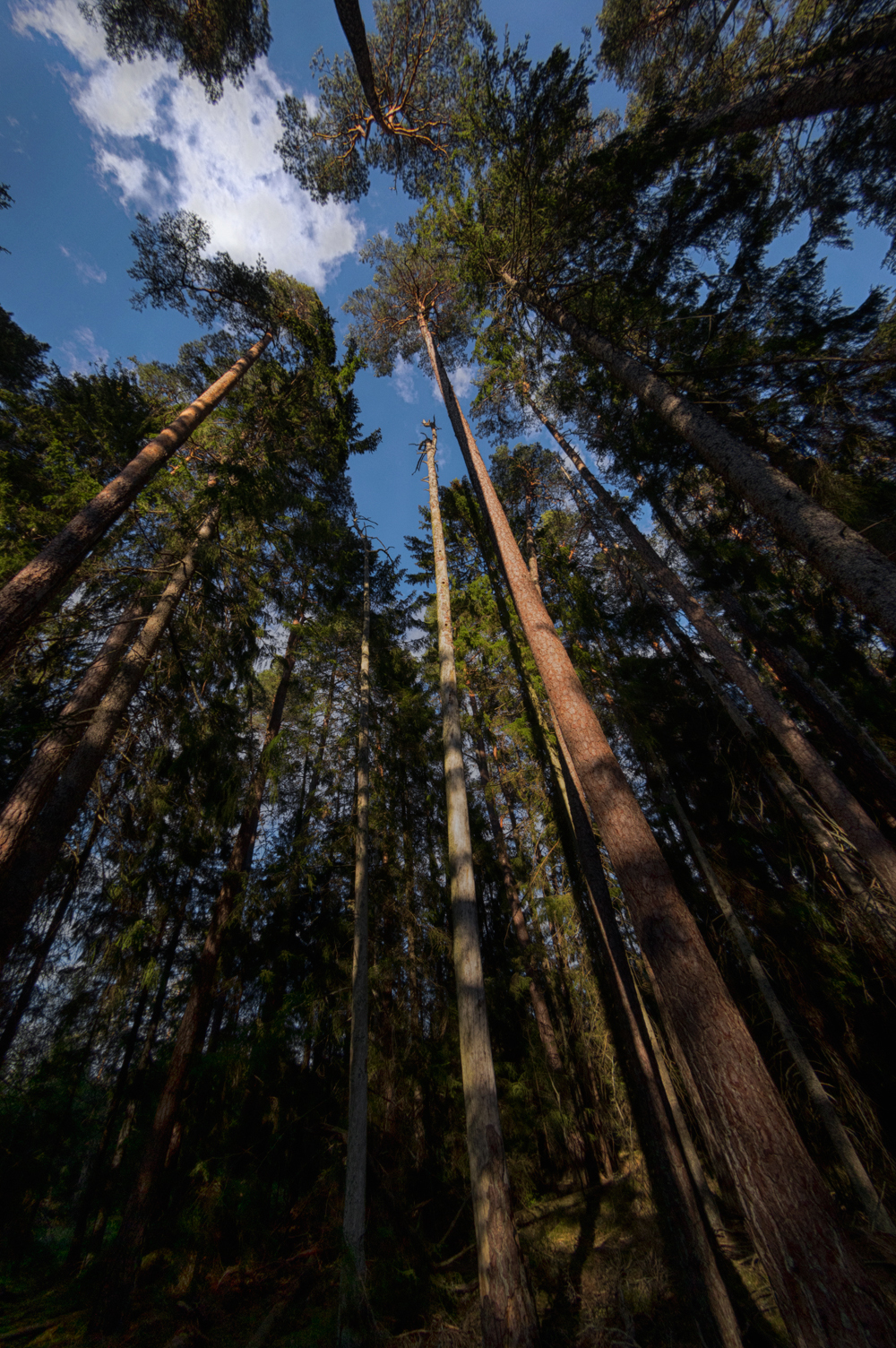
Erikslund. I urskogen måste träden bli höga för att nå ljuset. En del torrakor står ännu upprätt

Erikslund är ett naturreservat i Norrköpings kommun i Östergötlands län.
Området är naturskyddat sedan 1991 och är 2 hektar stort. Reservatet omfattar ett litet naturskogsområde inramat av marker präglat av rationellt skogsbruk.